# Kamienica Molendowska w Krakowie
Kamienica Molendowska (znana także jako Kamienica Jaszczykiewiczowska) – zabytkowa kamienica znajdująca się w Krakowie, w dzielnicy I przy ulicy Floriańskiej 17, na rogu z ulicą św. Tomasza 18,  na Starym Mieście.

## Historia
Kamienica została wzniesiona w połowie XIV wieku z odmiennym od typowego układem wnętrz. W II połowie XV wieku została nadbudowana o drugie piętro i rozbudowana. W I połowie XVI wieku została przebudowana. W II połowie XVI wieku była własnością rodziny Trecjuszów. Na początku XVII wieku wzniesiono oficynę tylną. W 1661 kamienica została wyremontowana przez pasamonika J. Molendę. W czwartej ćwierci XVIII wieku została przebudowana w stylu klasycystycznym. W 1873 dach pogrążony przebudowano na kalenicowy według projektu Jacka Matusińskiego. W 1897 przebudowano fasadę i wnętrza dla Anastazego Froncza według projektu Karola Knausa. W przeciągu XIX wieku zaadaptowano wszystkie lokale na parterze na sklepy. W latach 1930–1932 przebudowano parter fasady według projektu Stefana Strojka, m.in. odtworzono w narożniku średniowieczny łańcuch do zamykania ulic.
26 marca 1934 kamienica została wpisana do rejestru zabytków. Znajduje się także w gminnej ewidencji zabytków.

## Architektura
Kamienica ma trzy kondygnacje i dwie elewacje frontowe. Elewacja od strony ulicy Floriańskiej jest czteroosiowa. Okna pierwszego piętra ozdobione są trójkątnymi, niedomkniętymi frontonami z rzeźbami oraz fryzami, a okna drugiego piętra – gzymsami i fryzami. Elewację tę wieńczy fronton, w którego tympanonie znajduje się ozdobny kartusz z inicjałami "A.F". Elewacja od strony ulicy św. Tomasza jest dziesięcioosiowa. Posiada ona znacznie skromniejszy wystrój. W parterze elewacji tej znajduje się obecnie główne wejście do budynku.
We piwnicach kamienicy zachowało się sklepienie kolebkowo–krzyżowe z I połowy XVI wieku.